# Tarzán en Manhattan
Tarzán en Manhattan es una película de aventuras de 1989 protagonizada por Joe Lara en el papel de Tarzán y Kim Crosby en el papel de Jane Porter. Este telefilme fue dirigido por Michael Schultz y está basado en los personajes creados por el autor Edgar Rice Burroughs.

## Sinopsis
Tarzán abandona África y se va a la actual Nueva York en busca de venganza por el asesinato de su madre simio Kala y para rescatar a Chita que fue secuestrada por cazadores que trabajaban para B. B. Brightmore y su fundación Brightmore.  Pronto Tarzán descubre que esta supuesta organización filantrópica está llevando a cabo pruebas ilegales en cerebros de animales en un esfuerzo por transferir los pensamientos y conocimientos de una criatura a otra, y se propone rescatar a los animales y exponer a Brightmore. Le ayudan Jane Porter y su padre, Arquímedes "Archie" Porter, un agente de policía retirado, ahora jefe de su propia agencia de seguridad.

## Reparto principal
- Joe Lara es Tarzán.
- Kim Crosby es Jane Porter.
- Tony Curtis es Archimedes "Archie" Porter.
- Jan-Michael Vincent es B. B. Brightmore
- Joe Seneca es Joseph.